# Kriza (Golouh)
Kriza je socialna drama Rudolfa Golouha, prvič izdana leta 1927 v Mariboru in prvič uprizorjena leta 1928 na odru ljubljanske Drame.
Drama je razdeljena na šest slik, ki se godijo na različnih prizoriščih in v nesklenjenih časovnih izsekih.
Lahko bi rekli, da je Kriza odlomek slovenske zgodovine, saj govori o velikih štrajkih v Trbovljah, vseh drugih velikih  gibanjih, kar jih je bilo v tistem času, na drugi strani pa tudi o krizi, ki je nastala v slovenskem delavskem gibanju po vzponu v prvih povojnih letih. Hkrati pa je v njej izraženo tudi upanje, da se bo gibanje, ki je bilo tedaj na tleh (op. leta 1928), zopet vzdignilo.

## Književne osebe
- Ivan, časopisni urednik
- Ana, njegova sodelavka
- Peter, Martin, Puntar, delavci
- Neznanec
- Osek, ravnatelj livarne
- Goldmann, Couchard, Vanillini, Skop, člani upravnega sveta
- Verlot, pridigar
- Mešnik, advokat
- Vladni svetnik
- Delavci, delavke

## Vsebina

### 1.-2. slika
Gospodarstvo je v krizi. Delavci so  zelo nezadovoljni, medtem ko upravni svet cinično skrbi le za dobiček, ki ga poizkušajo zvišati na račun delavcev. Hkrati pa tudi pritiskajo na državo ter zahtevajo njihovo pomoč. Do upravnikov pride sporočilo, da delavci razbijajo šipe, podijo zaposlene ven iz tovarne ter razglašajo štrajk. Skop je ogorčen in kliče po žandarjih, vsi tuji lastniki pa jo diskretno pobrišejo.

### 3. slika
Stavkajoče delavce napadejo tako vojska kot Orjuna. Ivan, Peter in Martin se strinjajo, da naj se delavci umaknejo, saj bodo nasprotniki izginili, oni pa bodo ostali. Toda Puntar temu nasprotuje; vojno so napovedali vsem, z njimi je Rusija, ter ves novi svet. On vrže bombo, v tistem trenutku ga zadane strel, množica pa se razbeži. Peter skuša nasprotnikom dopovedati, da so tudi oni žrtve manipulacije oblastnikov, da tudi oni pobijajo drug drugega za njih, ki jim je domovina zgolj denar. Kljub temu zmagata strah in sovraštvo, saj Petra ubijejo.

### 4. slika
Kriza se vedno bolj poglablja, zmeraj več tovarn stoji, delavci zaradi potrebe beže v rudnike tujih dežel. Ivan je prepričan, da je svet padel s tečajev in neprestano išče novo ravnotežje - na pohodu je nekaj novega, kar bo v korist delavcev, saj jim bo bolje, če bo industrija cvetela in se razvijala. Tudi Osek  vztrajno išče stične točke z delavci, saj bi si skupaj morali prizadevati za oživitev gospodarstva, saj tako delo kot kapital s tovarno stojita in padata. Nekateri delavci to razumejo, spet drugi (npr. Štempihar) pa splošno zbeganost izkoriščajo za demagogijo ter za lastno promocijo. Ko se pojavi Neznanec, ki je sprožil usodne strele na prestolonaslednika, se Ivan in delavci zavedo, da je rešitev v gibanju delavskih množic, katerih moč bo rasla z močjo industrije. Zahtevati morajo obnovo dela, tovarne morajo zaživeti ter stroji zapeti!

### 5. slika
Skupina mladih delavcev se odpravi v tujino, z njimi gredo tudi nekdanji nasprotniki, ki so razočarani nad ugrabljeno in oplenjeno domovino. Petra so ubili, ker niso prenesli resnice upora, ki je izžarevala iz njega - toda moči, da bi to mogli spoznati, niso imeli.

### 6. slika
Livarna je zopet oživela, kupili so nove stroje, iščejo nove delavce. Osek je na zagon obrata med drugim povabil tudi delavski tisk, Ivana in Ano. Razložil jima je svoje videnje zadeve: zdaj bodo vsi mogli delati še bolj, biti zadovoljni s kakršnokoli plačo in opustit vsako misel na štrajk, na njihov račun se bodo povrnili stroški za modernizacijo, zato pa se bo v proizvodnjo lahko vlagalo več, kar pa bo povzročalo nenehen razvoj in odpiranje neskončnih možnosti. Toda Ivan in ostali delavci menijo, da je treba z borbo osvoboditi tako stroj kot tudi človeštvo.

## Uprizoritev
Drama je bila uprizorjena 30. aprila 1928. Bila je del proslav ob delavskem prazniku (1.maj). Na oder ljubljanske drame jo je postavil Bratko Kreft. V njej sta med drugim nastopila tudi Edvard Kardelj in Boris Kidrič. 
Predstava je dobila izredno pozitivne kritike in je med občinstvom vzbudila veliko zanimanja, hkrati pa tudi nemir oblasti.